# 고려미술관

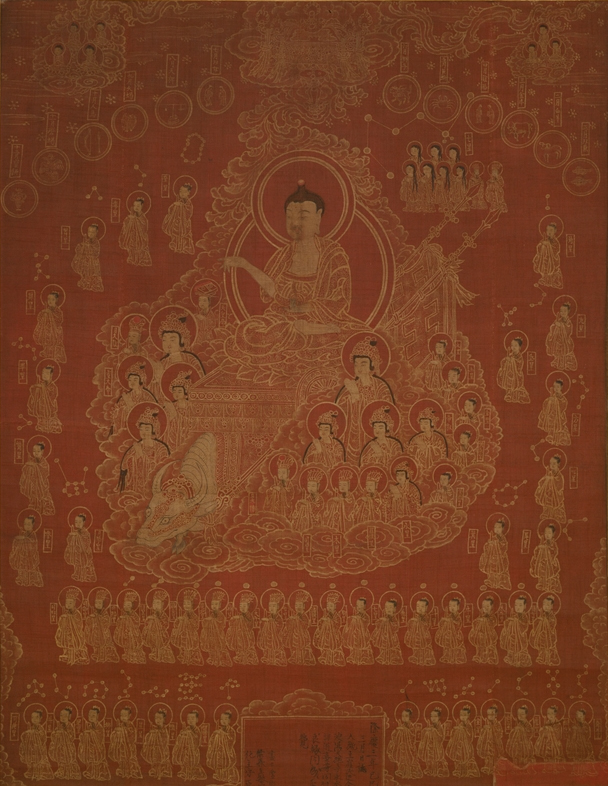

고려미술관(高麗美術館)은 일본 교토부 교토시 기타구에 위치한 박물관으로 1988년 개관했다.
재일조선인 1세 실업가인 정조문(1918 - 1989)이 수집한 문화재를 기본으로 창설되었으며 현재 고려청자, 조선백자와 토기, 고고자료, 회화, 민속자료 등 한국의 고미술품 1700점을 수장하고 있다.
수집품은 모두 한국의 고미술품으로 일본에서 수집된 것이다. 정조문은 미술품을 통하여 한국의 역사와 문화를 이해하고 공감할 수 있도록 노력하고 또한 재일조선인(한국인)들이 동포로서의 동질감을 느낄 수 있도록 하기 위해 미술관을 설립하였다.
1998년 2대 관장으로 교토대학 출신의 우에다 마사아키(上田正昭)가 취임하였다.
부속기관으로 고려미술관연구소가 있다.

## 같이 보기
- 재일한인역사자료관
- 교토 국립박물관
- 민화
- 한일 관계